# Bellingshausen Island
Bellingshausen Island är en ö i Sydgeorgien och Sydsandwichöarna (Storbritannien). Den ligger i den sydöstra delen av Sydgeorgien och Sydsandwichöarna. Arean är 2,0 kvadratkilometer. 